# Hedyotis ampliflora
Hedyotis ampliflora là một loài thực vật có hoa trong họ Thiến thảo. Loài này được Hance mô tả khoa học đầu tiên năm 1879.